# Achmedija Dschebrailow

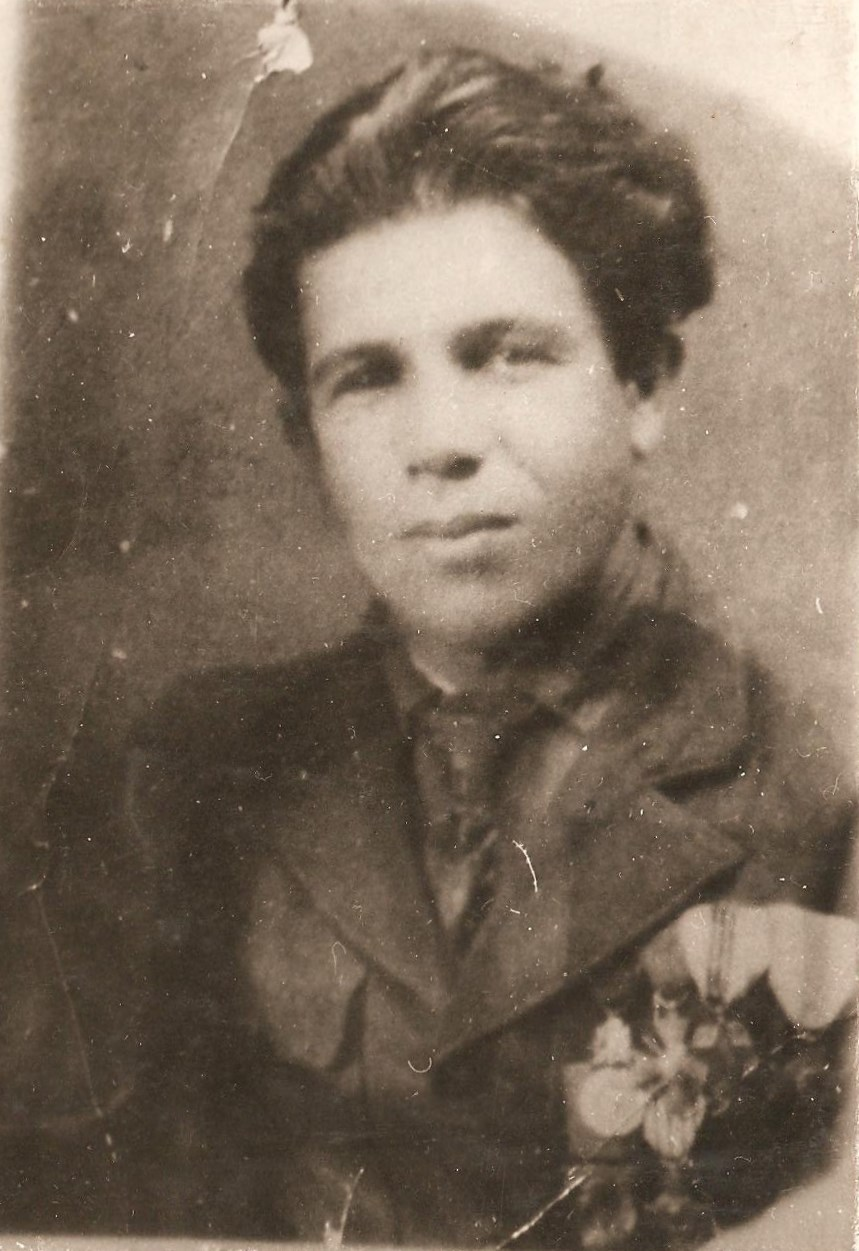
Mit französischen Auszeichnungen (einschließlich der Militärmedaille, der Croix de guerre und Croix des services militaires volontaires)

Achmedija Mikail ogly Dschebrailow (* 1920 in Ochud, Şəki, Aserbaidschanische Sozialistische Sowjetrepublik; † 1994 in Şəki, Aserbaidschan; aserbaidschanisch Əhmədiyyə Mikayıl oğlu Cəbrayılov, russisch Ахмедия Микаил оглы Джебраилов) war ein sowjetischer Militär, Partisan und Führer der Französischen Résistance.

## Offizieller Lebenslauf
Dschebrailow wurde 1941 in die Rote Armee eingezogen. Im November 1942 wurde er im Kampf um den Donbass schwer verwundet und gefangen genommen. Er wurde im KZ Dachau und in einem Lager in Elsaß-Lothringen interniert.
In Frankreich entkam er aus der Gefangenschaft und schloss sich den Partisanen an. Unter den Namen „Armed Michel“, „Rus Armed“ und weiteren kämpfte Dschebrailow für die Befreiung Frankreichs.
Nach dem Verlassen der Armee (1946) arbeitete er als Agronom auf einer Kolchose bei Nəriman Nərimanov in Şəki. Ab 1960 war Dschebrailow Mitglied der Kommunistischen Partei der Sowjetunion. Er nahm am 29. und 30. Parteitag der Kommunistischen Partei Aserbaidschans teil.
Dschebrailow erhielt den Orden der Oktoberrevolution, den Orden des Roten Banners der Arbeit sowie Medaillen der UdSSR und von Frankreich, einschließlich der Militärmedaille für persönliche Tapferkeit.
Im November 1990 ging Dschebrailow nach Paris, um an den Feierlichkeiten zum 100. Geburtstag von Charles de Gaulle teilzunehmen.

## Kritik
Im Sommer 2015 wurde der Artikel über Dschebrailow in der russischen Wikipedia zur Löschung vorgeschlagen wegen des „Fehlens von zuverlässigen französischen Quellen“. In erhaltenen Militärdokumenten über Dschebrailow in einem Museum in Scheki konnte man keine Details über seinen militärischen Einsatz ermitteln. Viele Medaillen auf dem Foto Dschebrailows im Museum waren für den Ersten Weltkrieg. Während der Diskussionen richteten Wikipedia-Benutzer die Anfragen an französische Militärarchive über seine mögliche Beteiligung an der Widerstandsbewegung, aber die Archive hatten keine Angaben über einen Mann unter dem Namen „Ahmadiyya Jabrayilov“, „Michel Achmed“ oder „Armed“. Das einzige Archiv, Caserne Bernadotte, das die Teilnahme Dschebrailows an der Widerstandsbewegung bestätigte, antwortete, dass Dschebrailow an der Widerstandsbewegung seit August 1944 teilnahm, und erwähnte eine einzige Medaille – die Gedenkmedaille des Kriegs 1939–1945, die allen ehemaligen Widerstandsbewegungsmitgliedern verliehen wurde.
Nach vier Monaten der langen Diskussionen in den russischen und französischen Wikipedias wurden die Artikel über Achmedija Dschebrailow wegen Widersprüchen zwischen den zahlreichen Quellen und Dokumenten sowie der Unmöglichkeit der Überprüfung der Authentizität des Sachverhalts gelöscht.

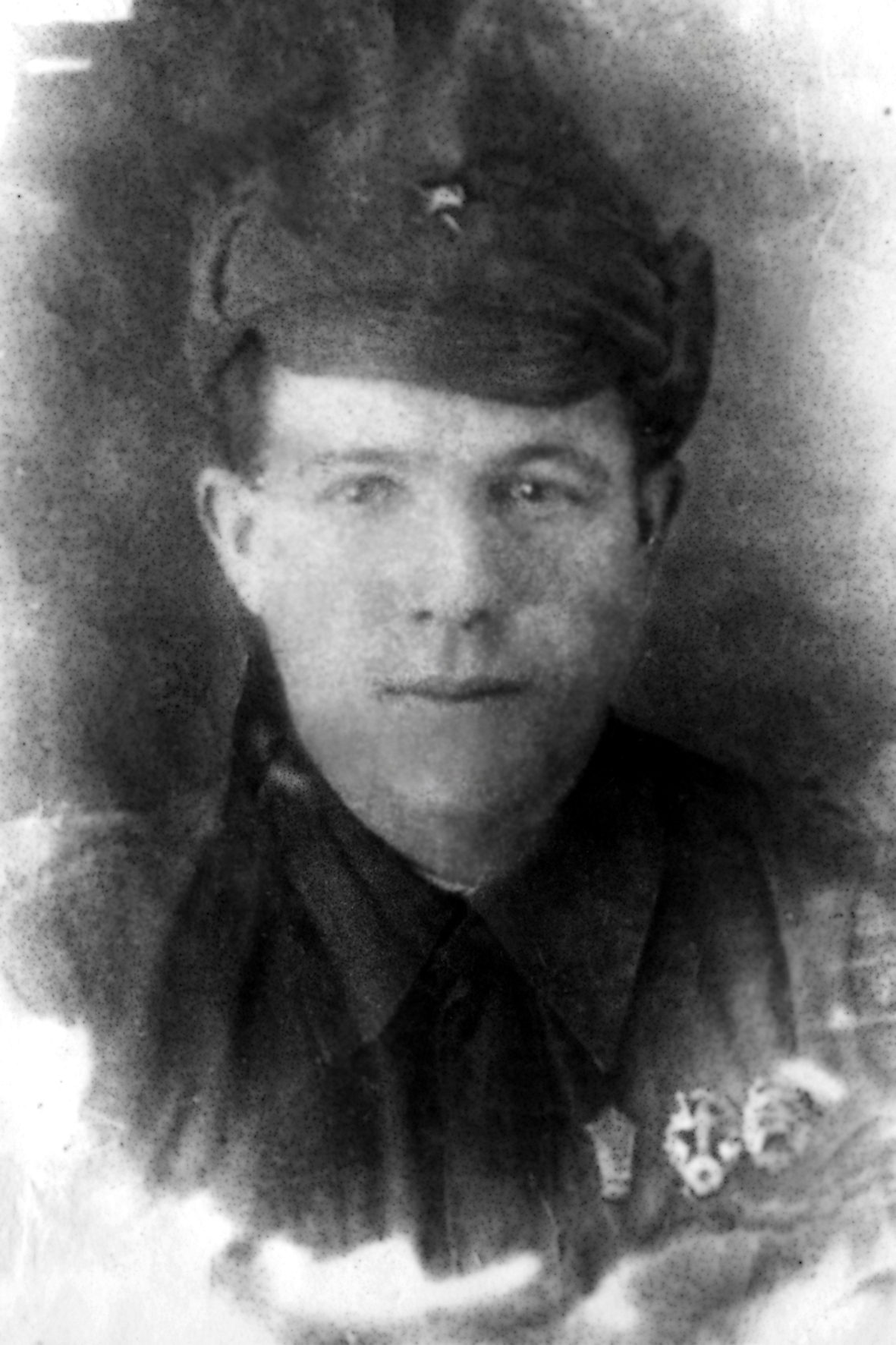
Achmedija Dschebrailow in die Rote Armee
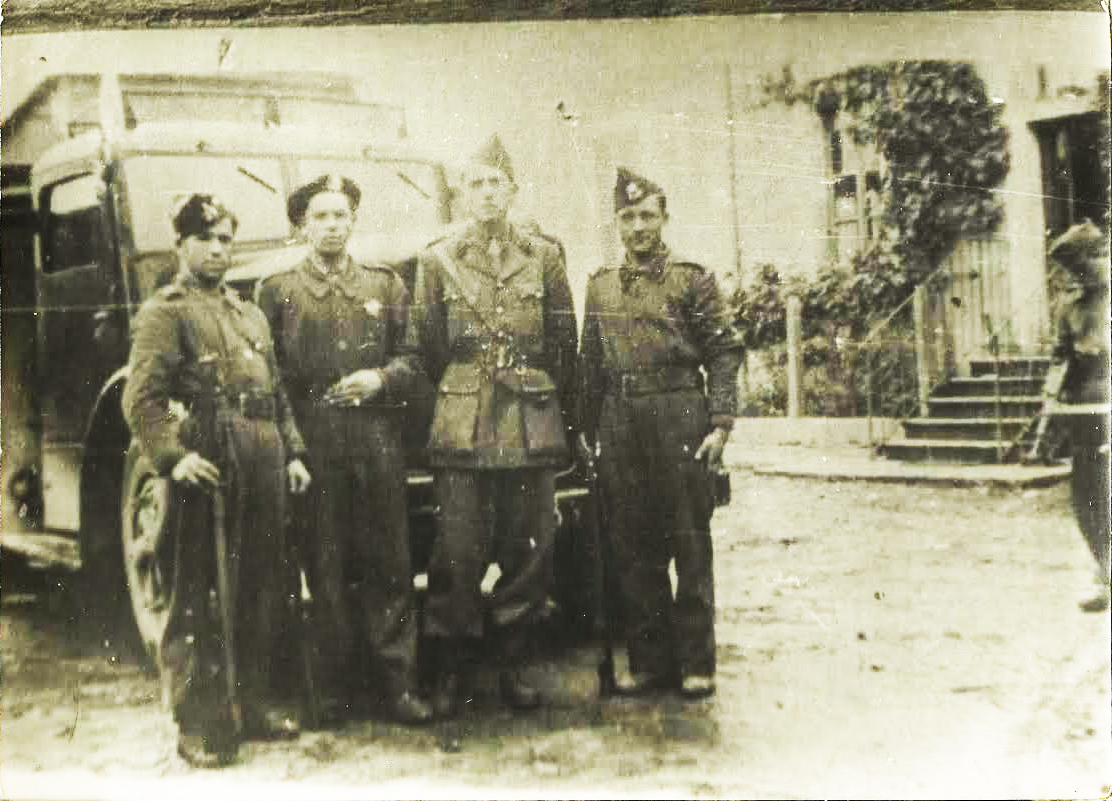
Achmedija Dschebrailow (links) in der Résistance
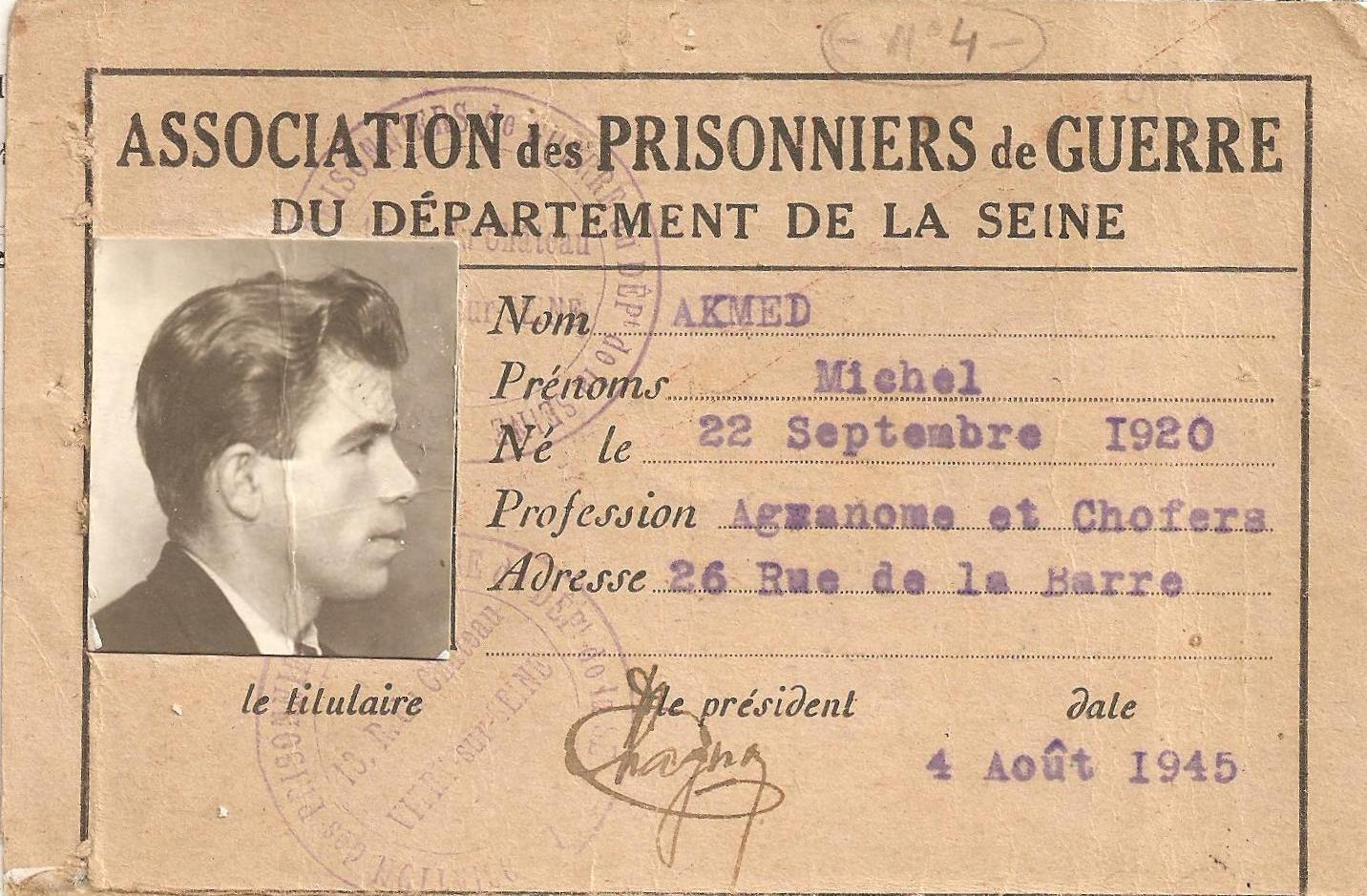
Pass Dschebrailows (als Akmed Michel), ausgestellt 1945 von der Nationalen Vereinigung französischer Kriegsgefangener
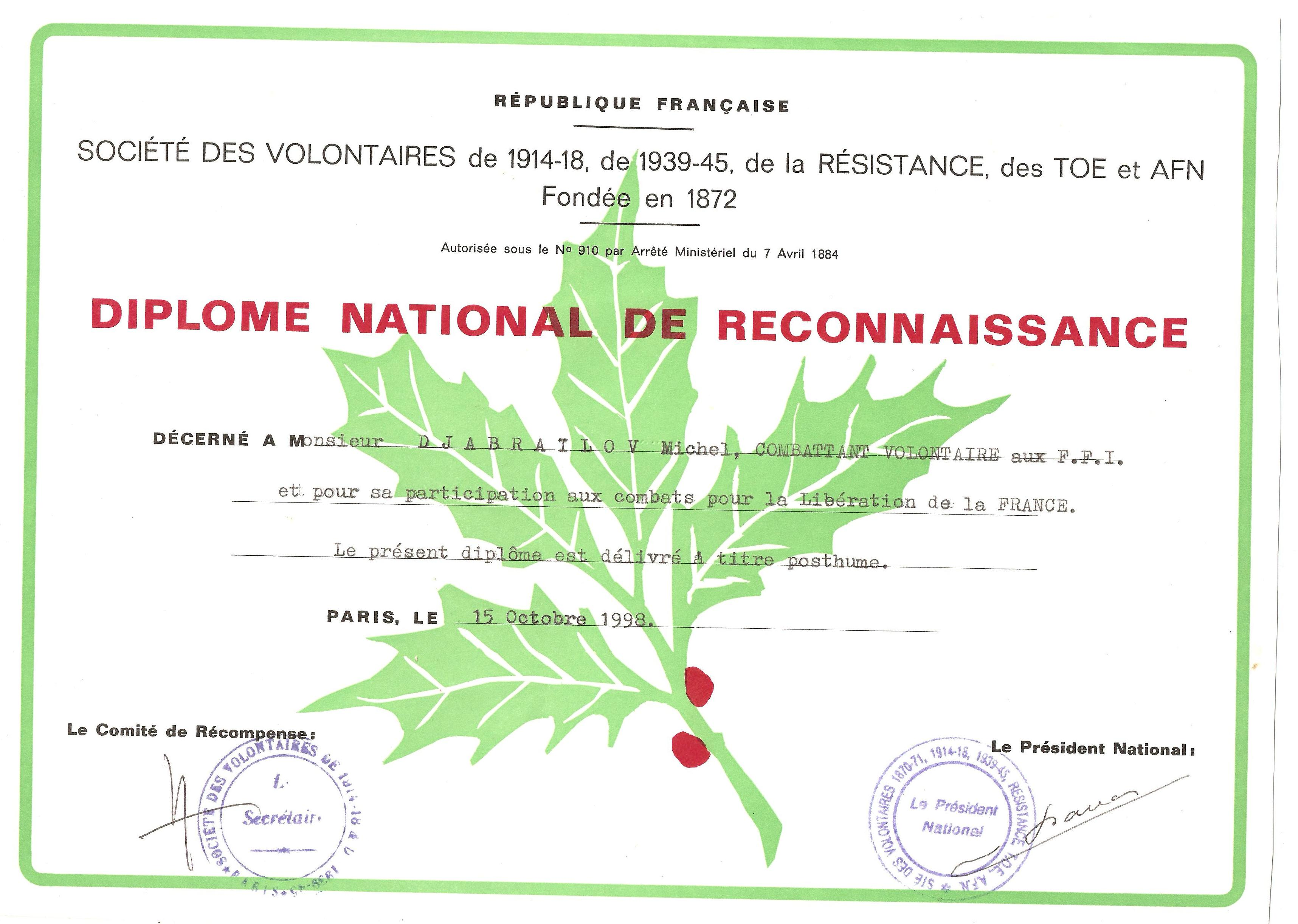
Diplom der nationalen Anerkennung vom 15. Oktober 1998
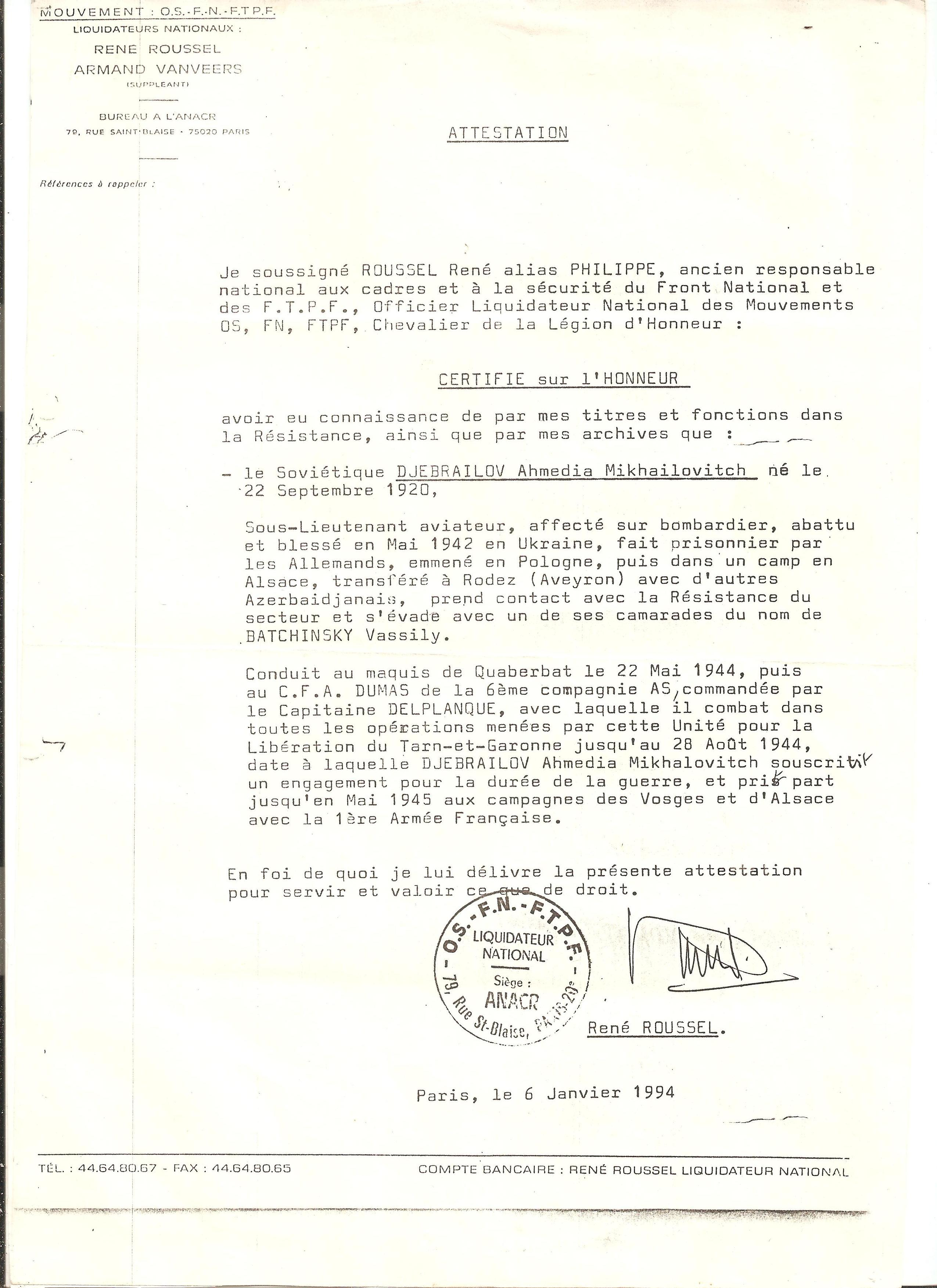
Bestätigung über Dschebrailows Teilnahme an der Résistance, 1994